# Liste des insectes chanteurs au Québec
 (novembre 2018).
Cet article présente une liste des insectes chanteurs au Québec, c'est-à-dire des insectes qui sont capables de communication acoustique audible à l'oreille humaine. Au Québec, il s'agit d'orthoptères qui stridulent ou d'homoptères qui cymbalisent.

## Contexte
Un insecte chanteur est un insecte capable de communication acoustique audible à l'oreille humaine. Au Québec, ce groupe d'insectes est composé essentiellement de trois espèces de cigales (homoptères) et de 75 espèces d'orthoptères. Les insectes peuvent produire des sons de diverses façons, mais les espèces présentent au Québec stridulent (les orthoptères) ou cymbalisent (les cigales).
- Domaine de l'érablière à caryer cordiforme
- Domaines des érablières à tilleul et à bouleau jaune et de la sapinière à bouleau jaune
- Domaine de la sapinière à bouleau blanc
- Domaine de la pessière
- Domaines de la pessière à lichens et de la toundra forestière
- Domaines de la toundra arctique arbustive et de la toundra arctique herbacée

Zones de végétation et domaines bioclimatiques du Québec.
I. Zone tempérée nordique
Domaine de l'érablière à caryer cordiforme
Domaines des érablières à tilleul et à bouleau jaune et de la sapinière à bouleau jaune
II. Zone boréale
Domaine de la sapinière à bouleau blanc
Domaine de la pessière
Domaines de la pessière à lichens et de la toundra forestière
III. Zone arctique
Domaines de la toundra arctique arbustive et de la toundra arctique herbacée

La distribution des espèces est approximative et se base sur les zones de végétation. Six zones s'échelonnent et du sud vers le nord il y a :
- L'érablière à caryer : forêts feuillues
- L'érablière : Forêts mixtes à dominance feuillue (érablières à tilleul et à bouleau jaune et  sapinière à bouleau jaune)
- La sapinière : forêts mixtes à dominance conifères (sapinière à bouleau blanc)
- La pessière : forêts de conifères dense
- La taïga : forêts de conifères clairsemés (pessière à lichens et toundra forestière)
- La toundra (toundra arctique arbustive et toundra arctique herbacée)

Il ne faut pas confondre l'habitat et la zone de végétation. Par exemple, l'Oécanthe des pins est présente dans la zone de l'érablière à caryer, mais seulement dans les peuplements de conifère que l'on trouve dans cette zone.
Il y a six niveaux de présence :
- Abondant
- Commun
- Fréquent
- Occasionnel
- Rare
- Hypothétique (observation limitrophe)

## Liste
À moins d'indication contraire, le contenu du tableau provient de Georges Pelletier et Anne Sanfaçon 1995.
| Noms (français / scientifique )                       | Présence     | Distribution au Québec (zone de végétation)                   | Habitat(s)                                | Photo                  |
| ----------------------------------------------------- | ------------ | ------------------------------------------------------------- | ----------------------------------------- | ---------------------- |
| Ordre des Hémiptères                                  |              |                                                               |                                           |                        |
| Cigale caniculaire Tibicen canicularis                | Commun       | De l'érablière à caryer jusqu'à la sapinièr                   | Forêts mixtes                             |                        |
| Cigale ridée Okanagana rimosa                         | Fréquent     | De l'érablière à caryer jusqu'à la pessière                   | Forêts de conifères                       | Illustration manquante |
| Cigale du Canada Okanagana canadensis                 | Rare         | Érablière à caryer et érablière                               | Forêts de conifères                       | Illustration manquante |
| Ordre des Orthoptères                                 |              |                                                               |                                           |                        |
| Tachycine des serres Tachycines asynamorus            | Occasionnel  | Érablière à caryer                                            | Intérieur des bâtiments                   |                        |
| Camelline pâle Ceuthophilus pallidipes                | Fréquent     | Érablière à caryer et érablière                               | Litière des forêts feuillues              | Illustration manquante |
| Camelline à pattes courtes Ceuthophilus brevipes      | Fréquent     | De l'érablière à caryer jusqu'à la pessière                   | Forêts mixtes                             | Illustration manquante |
| Camelline maculée Ceuthophilus maculatus              | Commun       | Érablière à caryer et érablière, peut-être aussi la sapinière | Litière des forêts feuillues              | Illustration manquante |
| Camelline robuste Ceuthophilus guttulosus             | Commun       | Érablière à caryer et érablière                               | Bois rocheux (chênaie)                    | Illustration manquante |
| Camelline striée Ceuthophilus meridionalis            | Hypothétique | ?                                                             | Litière des forêts feuillues              | Illustration manquante |
| Grillon printanier Gryllus veletis                    | Fréquent     | De l'érablière à caryer jusqu'à la pessière                   | Lisière de feuillus                       | Illustration manquante |
| Grillon automnal Gryllus pennsylvanicus               | Abondant     | De l'érablière à caryer jusqu'à la sapinière                  | Champs secs clairsemés                    |                        |
| Grillon domestique Acheta domestica                   | Occasionnel  | De l'érablière à caryer jusqu'à la sapinière                  | Intérieur des bâtiments                   |                        |
| Némobie des prés Allonemobius allardi                 | Commun       | De l'érablière à caryer jusqu'à la sapinière                  | Prés et pâturages                         | Illustration manquante |
| Némobie striée Allonemobius fasciatus                 | Commun       | De l'érablière à caryer jusqu'à la pessière                   | Champs humides                            | Illustration manquante |
| Némobie grise Allonemobius griseus                    | Fréquent     | Érablière à caryer et érablière                               | Prairies sablonneuses                     | Illustration manquante |
| Némobie luisante Eunemobius carolinus                 | Abondant     | De l'érablière à caryer jusqu'à la sapinière                  | Champs humides                            | Illustration manquante |
| Némobie des tourbières Neonemobius palustris          | Occasionnel  | De l'érablière à caryer jusqu'à la sapinière                  | Tourbières                                | Illustration manquante |
| Oécanthe des pins Oecanthus pini                      | Rare         | Érablière à caryer                                            | Forêts de conifères                       | Illustration manquante |
| Oécanthe à pattes noires Oecanthus nigricornis        | Commun       | Érablière à caryer et érablière                               | Prairies buissonneuses                    |                        |
| Oécanthe à quatre points Oecanthus quadripunctatus    | Commun       | Érablière à caryer et érablière                               | Champs herbeux                            |                        |
| Oécanthe thermomètre Oecanthus fultoni                | Commun       | Érablière à caryer                                            | Prairies arbustives                       |                        |
| Saute-Feuille arboricole Pterophylla camellifolia     | Rare         | ?                                                             | Forêts Feuillues                          |                        |
| Scuddérie à ailes oblongues Amblycorypha oblongifolia | Commun       | Érablière à caryer                                            | Rives arbustives                          |                        |
| Scuddérie à ailes larges Scudderia pistillata         | Commun       | De l'érablière à caryer jusqu'à la sapinière                  | Prairies buissonneuses                    |                        |
| Scuddérie des bois Scudderia curvicauda               | Fréquent     | Érablière à caryer et érablière                               | Lisière de conifères (pinède)             |                        |
| Scuddérie à ailes étroites Scudderia texensis         | Rare         | ?                                                             | Marais buissonneux                        |                        |
| Scuddérie septentrionale Scudderia septentrionalis    | Rare         | Érablière à caryer                                            | Forêts mixtes                             | Illustration manquante |
| Scuddérie fourchue Scudderia furcata                  | Fréquent     | Érablière à caryer                                            | Marais buissonneux                        |                        |
| Scuddérie striée Scudderia fasciata                   | Rare         | ?                                                             | Forêts de conifères                       | Illustration manquante |
| Decticelle bariolée Metrioptera roeselii              | Abondant     | Érablière à caryer et érablière                               | Prés et pâturages                         |                        |
| Decticelle nordique Sphagniana sphagnorum             | Rare         | Pessière                                                      | Tourbières à épinettes                    | Illustration manquante |
| Porte épée armée Neoconocephalus ensiger              | Fréquent     | Érablière à caryer et érablière                               | Marais herbeux                            | Illustration manquante |
| Conocéphale des prés Orchelimum vulgare               | Hypothétique | ?                                                             | Prés et pâturages                         |                        |
| Conocéphale gladiateur Orchelimum gladiator           | Abondant     | De l'érablière à caryer jusqu'à la sapinière                  | Marais herbeux                            | Illustration manquante |
| Conocéphale étroit Conocephalus fasciatus             | Abondant     | De l'érablière à caryer jusqu'à la sapinière                  | Champs humides                            |                        |
| Conocéphale à ailes courtes Conocephalus brevipennis  | Commun       | Érablière à caryer et érablière                               | Marais herbeux                            |                        |
| Conocéphale à flancs noirs Conocephalus nigropleurum  | Occasionnel  | Érablière à caryer                                            | Marais                                    |                        |
| Conocéphale porte-lance Conocephalus attenuatus       | Rare         | Érablière à caryer                                            | Marais                                    | Illustration manquante |
| Faux-Mélanople alpin Booneacris glacialis             | Fréquent     | De l'érablière à caryer jusqu'à la pessière                   | Lisière de conifères (pinède)             | Illustration manquante |
| Mélanople ovale Melanoplus mancus                     | Rare         | Érablière à caryer et érablière                               | Prairies rocheuses                        | Illustration manquante |
| Mélanople des forêts Melanoplus islandicus            | Occasionnel  | Érablière                                                     | Forêts mixtes                             | Illustration manquante |
| Mélanople tigré Melanoplus dawsoni                    | Occasionnel  | De l'érablière à caryer jusqu'à la sapinière                  | Prairies arbustives                       | Illustration manquante |
| Mélanople à ailes courtes Melanoplus huroni           | Rare         | Érablière                                                     | Forêts mixtes                             | Illustration manquante |
| Mélanople boréale Melanoplus borealis                 | Commun       | De l'érablière à caryer jusqu'à la toundra                    | Champs humides                            | Illustration manquante |
| Mélanople madelinois Melanoplus madeleineae           | Rare         | Pessière                                                      | Champs humides                            | Illustration manquante |
| Mélanople Gaspésien Melanoplus gaspesiensis           | Rare         | Pessière                                                      | Toundra                                   | Illustration manquante |
| Mélanople des savanes Melanoplus fasciatus            | Commun       | De l'érablière à caryer jusqu'à la taïga                      | Prairies sablonneuses                     |                        |
| Mélanople birayé Melanoplus bivittatus                | Abondant     | De l'érablière à caryer jusqu'à la pessière                   | Champs herbeux                            |                        |
| Mélanople paresseux Melanoplus keeleri luridus        | Fréquent     | De l'érablière à caryer jusqu'à la sapinière                  | Prairies sablonneuses                     | Illustration manquante |
| Mélanople à pattes bleues Melanoplus confusus         | Occasionnel  | Érablière à caryer                                            | Prairies sablonneuses                     | Illustration manquante |
| Mélanople de Bruner Melanoplus bruneri                | Rare         | De l'érablière à caryer jusqu'à la pessière                   | Prairies sablonneuses                     | Illustration manquante |
| Mélanople voyageur Melanoplus sanguinipes             | Abondant     | De l'érablière à caryer jusqu'à la pessière                   | Champs secs clairsemés                    |                        |
| Mélanople ponctué Melanoplus punctulatus              | Occasionnel  | Érablière à caryer et érablière                               | Forêts de conifères                       |                        |
| Mélanople tacheté Melanoplus stonei                   | Rare         | De l'érablière à la pessière                                  | Forêts de conifères                       | Illustration manquante |
| Mélanople à pattes rouges Melanoplus femurrubrum      | Abondant     | De l'érablière à caryer jusqu'à la pessière                   | Prés et pâturages                         |                        |
| Oédipode vert Chortophaga viridifasciata              | Commun       | De l'érablière à caryer jusqu'à la sapinière                  | Prés et pâturages                         |                        |
| Oédipode transparent Camnula pellucida                | Fréquent     | De l'érablière à caryer jusqu'à la pessière                   | Champs secs clairsemés                    |                        |
| Oédipode bistré Encoptolophus sordidus                | Occasionnel  | De l'érablière à caryer jusqu'à la sapinière                  | Prés et pâturages                         |                        |
| Oédipode fenêtré Psinidia fenestralis                 | Rare         | ?                                                             | Rives arbustives                          |                        |
| Oédipode pourpré Pardalophora apiculata               | Occasionnel  | De l'érablière à caryer jusqu'à la pessière                   | Prairies sablonneuses                     | Illustration manquante |
| Oedipode à ailes rouges Arphia pseudonietana          | Hypothétique | ?                                                             | Champs secs clairsemés                    |                        |
| Oédipode sulfureux Arphia sulphurea                   | Rare         | ?                                                             | Prairies sablonneuses                     |                        |
| Oédipode à pattes tricolores Spharagemon bolli        | Fréquent     | Érablière à caryer et érablière                               | Prairies sablonneuses                     |                        |
| Oédipode des sables Spharagemon collare               | Occasionnel  | Érablière à caryer                                            | Champs sablonneux                         |                        |
| Oédipode verruqueux Trimerotropis verruculata         | Fréquent     | De l'érablière à caryer jusqu'à la pessière                   | Champs secs clairsemés                    |                        |
| Oédipode à ailes noires Dissosteira carolina          | Commun       | De l'érablière à caryer jusqu'à la sapinière                  | Champs secs clairsemés                    |                        |
| Éclaireur strié Stethophyma lineatum                  | Fréquent     | De l'érablière à caryer jusqu'à la pessière                   | Marais                                    | Illustration manquante |
| Éclaireur élégant Stethophyma gracile                 | Occasionnel  | De l'érablière à caryer jusqu'à la pessière                   | Prairies arbustives                       | Illustration manquante |
| Criquet à ailes larges Chloealtis abdominalis         | Occasionnel  | De l'érablière à la pessière                                  | Lisière de conifères (pinède)             | Illustration manquante |
| Criquet poudré Chloealtis conspersa                   | Occasionnel  | Érablière à caryer et érablière                               | Lisière de feuillus                       | Illustration manquante |
| Criquet tacheté Orphulella speciosa                   | Fréquent     | De l'érablière à caryer jusqu'à la sapinière                  | Champs sablonneux                         | Illustration manquante |
| Criquet des champs Chorthippus curtipennis            | Commun       | De l'érablière à caryer à la toundra                          | Champs humides                            | Illustration manquante |
| Tétrix à crête Nomotettix cristatus                   | Fréquent     | De l'érablière à caryer jusqu'à la sapinière                  | Champs sablonneux                         |                        |
| Tétrix granulé Tetrix subulata                        | Commun       | De l'érablière à caryer jusqu'à la pessière                   | Marais buissonneux                        |                        |
| Tétrix obscur Tetrix arenosa angusta                  | Fréquent     | Érablière à caryer et érablière                               | Zone riparienne dans les forêts feuillues |                        |
| Tétrix orné Tetrix ornata                             | Commun       | De l'érablière à caryer jusqu'à la pessière                   | Champs humides                            |                        |
| Tétrix boréal Tetrix brunneri                         | Occasionnel  | De l'érablière à caryer jusqu'à la taïga                      | Tourbières                                | Illustration manquante |
| Tétrigide à lobes noirs Tettigidea lateralis          | Commun       | De l'érablière à caryer jusqu'à la sapinière                  | Champs humides                            |                        |